# Fiskåbygd
Fiskåbygd is een plaats in de Noorse gemeente Vanylven, provincie Møre og Romsdal. Fiskåbygd telt 381 inwoners (2007) en heeft een oppervlakte van 0,67 km².